# Gábor Szabó (Mediziner)
Gábor Balázs Szabó (* 13. Juli 1969 in Budapest, Ungarn) ist Facharzt für Herzchirurgie.
Szabó studierte Humanmedizin an der Semmelweis-Universität in Budapest. Von 1992 bis 1994 arbeitete er am Universitätsklinikum Heidelberg als Wissenschaftliche Hilfskraft. 1994 wurde er an der Universität Budapest mit der Arbeit Auswirkung des Vorhofflimmerns auf die Koronarzirkulation zum Dr. med. promoviert. Von 1995 bis 1999 arbeitete er am Universitätsklinikum Heidelberg als Arzt im Praktikum und als Wissenschaftlicher Assistent. 1999 erlangte er an der Universität Budapest mit der Arbeit The pathophysiology of the donor heart. Brain death and ischemia/reperfusion den Ph.D. 2004 habilitierte er sich an der Universität Heidelberg mit der Arbeit Pathophysiologie des Spenderherzens: Entwicklung neuer Konzepte der Spenderkonditionierung und Organkonservierung im Rahmen der Herztransplantation. Seit 2004 ist er als Leiter der Experimentellen Herzchirurgie und geschäftsführender Oberarzt tätig. Schwerpunkte seiner wissenschaftlichen Arbeit sind die Herztransplantation, das Spendermanagement und Ischämie-Reperfusions-Schäden. 
Gábor Szabó ist verheiratet und hat drei Töchter und einen Sohn.